# Bidessus pumilus
Bidessus pumilus är en skalbaggsart som först beskrevs av Aubé 1838.  Bidessus pumilus ingår i släktet Bidessus och familjen dykare. Inga underarter finns listade i Catalogue of Life.